# Jakob Tillo
Jakob Tillo (bis 1913 Tilo; * 30. Januarjul. / 11. Februar 1887greg. im Dorf Lätkalu, Landgemeinde Võisiku, Kreis Viljandi, Gouvernement Livland; † 31. Januar 1926 in Tallinn, Estland) war ein estnischer Flugpionier, Diplomat und Unternehmer.

## Leben
Jakob Tillo wurde als Sohn der Landwirte Joosep (1843–1926) und Mari Tillo (geborene Põrk, * 1857) geboren. Er schloss 1913 das renommierte Alexander-Gymnasium im livländischen Tartu ab. Von 1913 bis 1918 studierte er Biologie an der Universität Tartu. Er gehörte dem Verein Studierender Esten (Eesti Üliõpilaste Selts - EÜS) an.
1914 nahm Tillo an einer Expedition ans Weiße Meer und nach Nowaja Semlja teil. Ab 1915 diente er in der zaristischen Armee. Am Observatorium von Pawlowsk studierte er Meteorologie und Aeronavigation. 
Tillo nahm während des Ersten Weltkriegs als Aufklärungsflieger an über fünfzig militärischen Einsätzen teil. Er wurde vor allem an der Front in Galizien eingesetzt. Drei Mal wurde er mit dem Georgskreuz ausgezeichnet.
Nach der Gründung der Republik Estland kämpfte Tillo im Estnischen Freiheitskrieg (1918–1920) als Aufklärungsflieger gegen Sowjetrussland. Er hatte maßgeblichen Anteil am Aufbau der estnischen Luftwaffe. Am 1. September 1919 wurde eine Ausbildungsabteilung für estnische Kampfpiloten geschaffen, die Tillo leitete.
Im Oktober 1920 trat Jakob Tillo in den Auswärtigen Dienst der jungen estnischen Republik ein. Er war zunächst Leiter der Passabteilung im estnischen Außenministerium in Tallinn. Von Januar bis Mai 1922 war er an der estnischen Gesandtschaft in Paris beschäftigt, anschließend von Mai bis August 1922 im estnischen Konsulat in Kopenhagen. Vom 1. August 1922 bis 11. Januar 1923 war Tillo stellvertretender Leiter der für Mitteleuropa zuständigen politischen Abteilung des Außenministeriums.
1920/21 setzte Tillo sein Studium der Biologie an der Universität Tartu fort. 1922 wechselte er zur Rechtswissenschaft. Zeitweise war er in einer Anwaltskanzlei tätig.
Am 22. März 1921 gründete Tillo gemeinsam mit dem estnischen Geschäftsmann Robert Artur Holst (1885–1943) die estnische Fluggesellschaft Aeronaut. Die Aktiengesellschaft hatte ein Startkapital von 10.000 estnischen Mark. Sie bediente zunächst die Linie Tallinn-Helsinki. Später kamen Flugverbindungen nach Riga, Memel und Königsberg hinzu. Tillo war Direktor der Fluggesellschaft.
Am 24. Januar 1926 stürzte eine Maschine von Aeronaut auf dem Flug von Tallinn nach Helsinki ab. Jakob Tillo wurde schwer verletzt und starb eine Woche später in der estnischen Hauptstadt. Der estnische Pilot der Junkers F 13, Harald Stunde, und die vier übrigen Passagiere überlebten. Aeronaut hatte das Fluggerät erst wenige Tage vorher erworben. Ein Jahr später stellt die Firma ihre Tätigkeit ein und wurde 1928 liquidiert.
Jakob Tillo liegt auf dem Friedhof von Kolga-Jaani begraben.

## Nachruf
- „Jakob Tillo †“ in: Postimees, 1. Februar 1926, S. 1